# Sternbergia lutea
Sternbergia lutea es una planta bulbosa perteneciente a la familia Amaryllidaceae, subfamilia Amaryllidoideae, la cual es usada como planta ornamental.

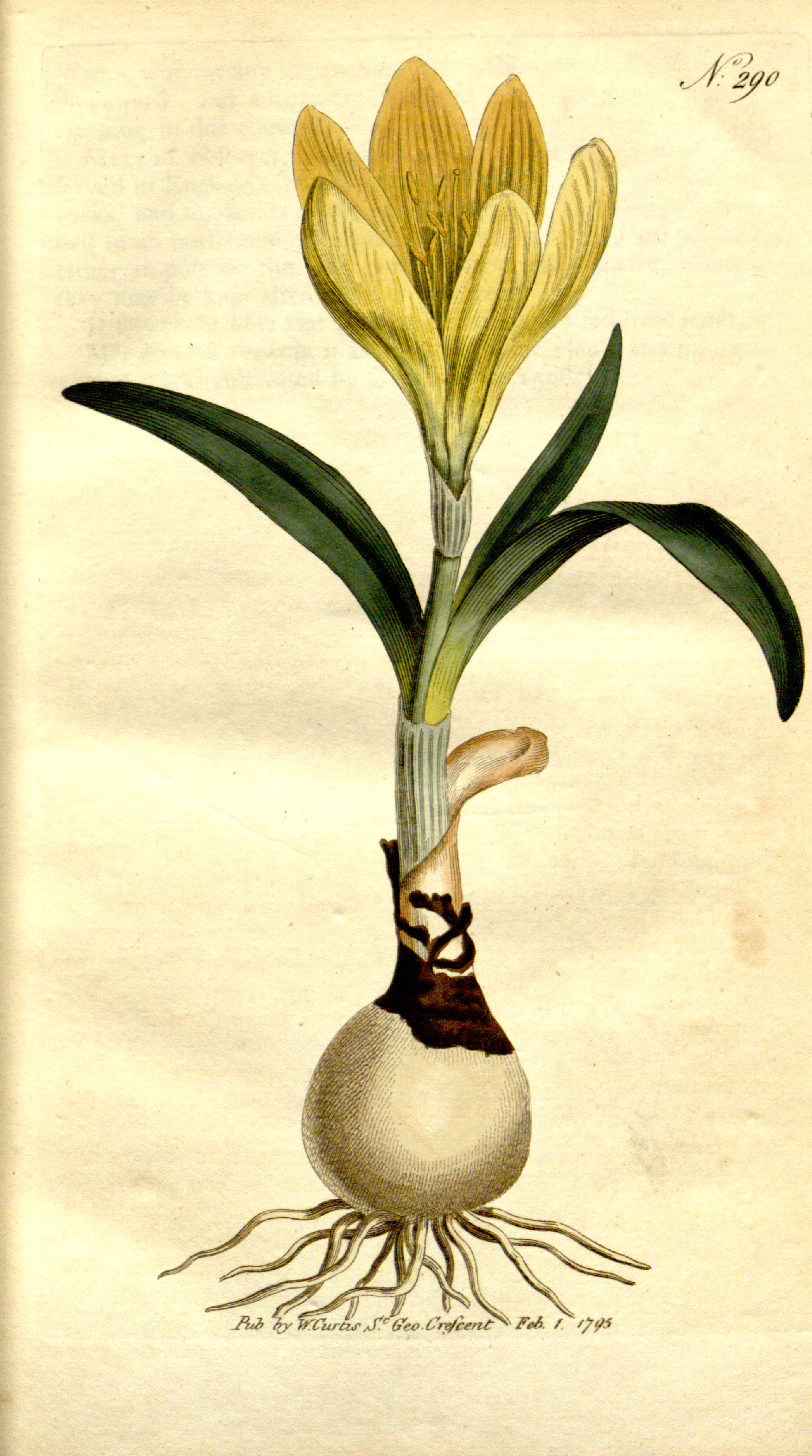
Ilustración

## Descripción
Es una planta con bulbo de 4-6 x 3-4 cm, con túnicas membranosas pardas, prolongadas de hasta 7 cm a lo largo de los escapos. Con 1-4 escapos de 8-12 cm, de sección elíptica, con 2 pequeñas costillas; con 5-8 hojas; la más externa reducida a una vaina membranosa blanca; las internas de hasta 20 x 1,5 cm, planas, obtusas, brotando con las flores o poco después. Bráctea de 3,5-4 cm, alcanzando hasta 1/3 superior de la flor, ovada. Periantio amarillo, con tubo de 5 mm y tépalos de 3-4 x 1-2 cm, oblongo-elípticos, apiculados, con márgenes superpuestos; los internos más estrechos que los externos. Anteras de 1-1,5 mm. Estilo tan largo como los lóbulos del periantio; estigma capitado. Cápsulas de 1,5 cm, globosas. 2n = 22, 33 (Cádiz). Florece de septiembre a octubre; fructifica en febrero.

## Distribución y hábitat
Se encuentra en los bordes de caminos, olmedas, repisas y pie de roquedos; a una altitud de 300-1000 metros, en el Sur de Europa –desde la península ibérica hasta los Balcanes -, Norte de África –desde Marruecos hasta Túnez- y W de Asia –desde el Cáucaso y Turquía hasta el Pamir-.

## Taxonomía
Sternbergia lutea fue descrita por (L.) Ker Gawl. ex Spreng. y publicado en Systema Vegetabilium, editio decima sexta 2: 57. 1825.
Etimología
Sternbergia: nombre genérico que se refiere al conde Kaspar Maria von Sternberg (1761-1838), botánico y paleontólogo checo, fundador del Museo Nacional de Bohemia en Praga.
lutea: epíteto latíno que significa "amarillenta" 
Sinonimia
- Amaryllis lutea L.
- Oporanthus luteus (L.) Herb.
- Oporanthus siculus (Tineo ex Guss.) Parl.
- Sternbergia aurantiaca Dinsm.
- Sternbergia greuteriana Kamari & R.Artelari
- Sternbergia sicula Tineo ex Guss.[6][7]

## Nombre común
En España: azucena amarilla (4), azucenita amarilla (3), azucenita canarilla, colchico amarillo (2), cólchico amarillo (2), cólquico amarillo (2), margarita de otoño (3), narciso de otoño (3), tulipanes, víspera del azafrán.